# St. Ambrosius (Hergensweiler)

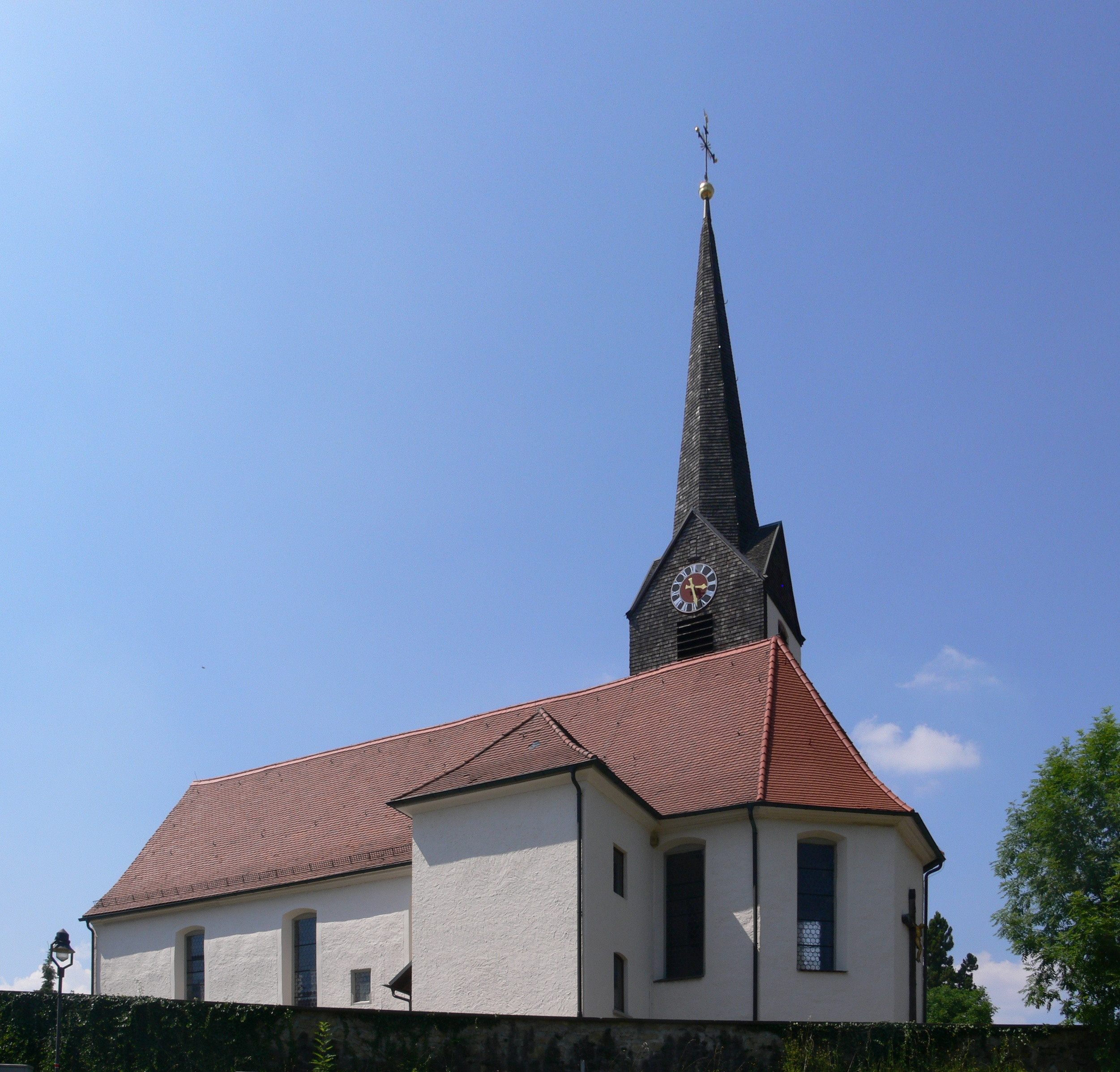
St. Ambrosius, Ansicht von Südosten über die Kirchhofsmauer

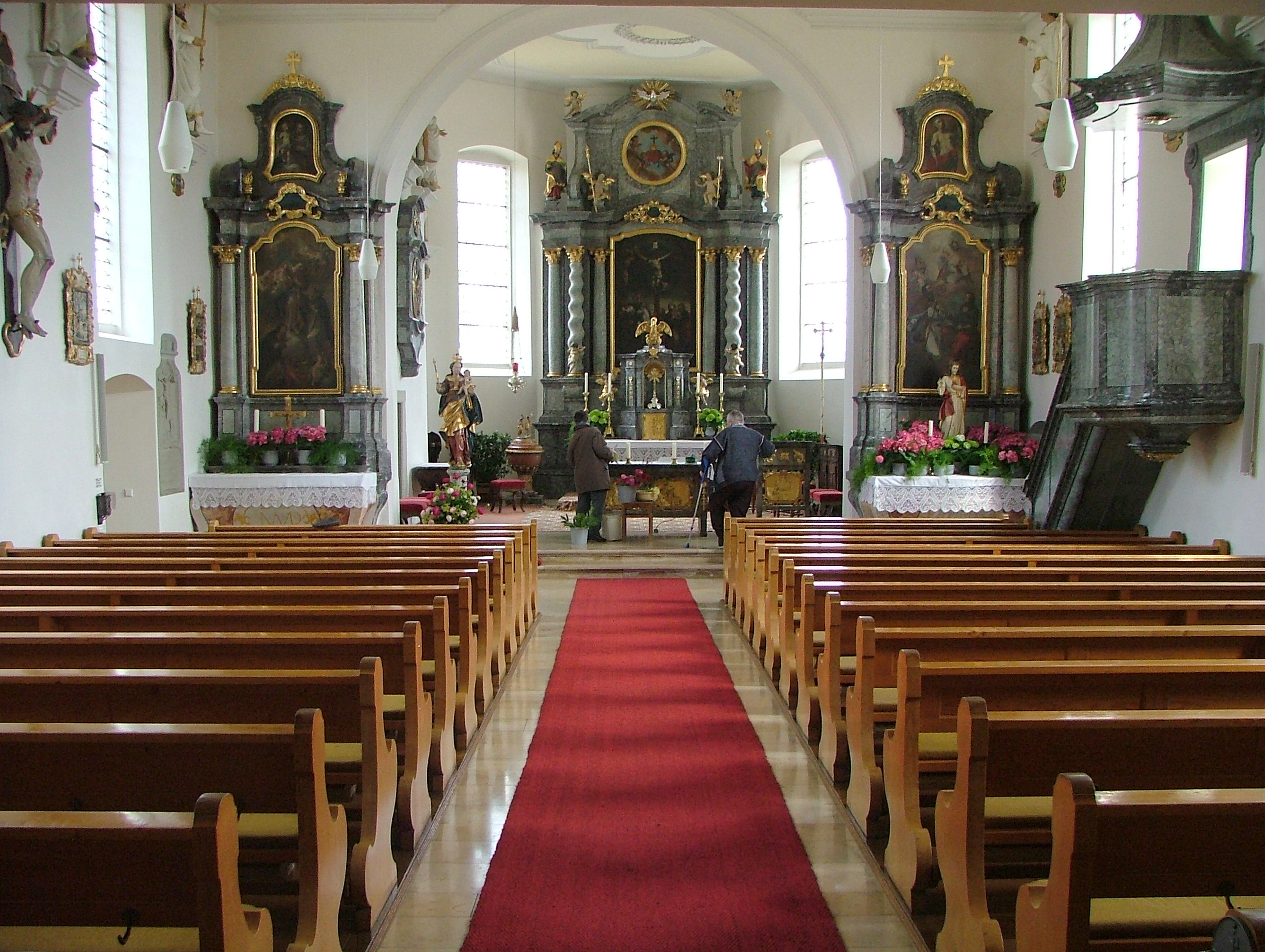
Innenraum

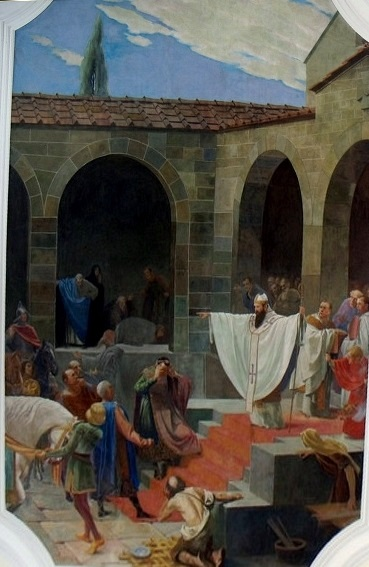
Deckengemälde von Gebhard Fugel

Die römisch-katholische Kirche St. Ambrosius in Hergensweiler im Westallgäu ist eine Pfarrkirche im Dekanat Lindau des Bistums Augsburg. Sie ist unter der Nummer D-7-76-115-3 in der Bayerischen Denkmalliste eingetragen. Kirchenpatron ist der heilige Ambrosius von Mailand.

## Geschichte
Am 5. Oktober 1108 weihte der Konstanzer Bischof Gebhard III. die erste Steinkirche in Hergensweiler. Von ihr ist der Turmunterbau erhalten. Die heutige Barockkirche stammt von 1712. Sie ist etwa doppelt so groß wie der Vorgängerbau.

## Bau und Ausstattung
St. Ambrosius ist eine Saalkirche mit dreiseitig geschlossenem Chor. Der quadratische Turm steht an der Nordseite des östlichsten Langhausjochs.
Die barocke Ausstattung ist fast vollständig erhalten. Hochaltar und Kanzel stammen von Franz Schmuzer (1676–1741), die Seitenaltäre von Abraham Baader (1694–1748), beide aus der Wessobrunner Schule.
Das Deckenfresko zeigt Bischof Ambrosius, der Kaiser Theodosius I. den Zugang zum Mailänder Dom verwehrt als Buße für das Massaker von Thessaloniki im Jahr 390. Gebhard Fugel schuf das Bild 1897. Von ihm stammt auch die Ölbergszene außen an der Nordwand.
Die Kirche besitzt holzgeschnitzte Kreuzwegstationen – kolorierte Reliefbilder in aufwendigen Rahmungen.
Die Orgel ist ein Werk der Gebrüder Hindelang von 1906. Sie umfasst 12 Register auf zwei Manualen und Pedal.